# 25348 Wisniowiecki
25348 Wisniowiecki (tên chỉ định: 1999 RJ124) là một tiểu hành tinh vành đai chính. Nó được phát hiện bởi dự án Nghiên cứu tiểu hành tinh gần Trái Đất Lincoln ở Socorro, New Mexico, ngày 9 tháng 9 năm 1999. Nó được đặt theo tên Anna Marie Wisniowiecki, an American student và finalist in the 2008 Society for Science & the Public middle school science competition.